# 어상천초등학교 선암분교
어상천초등학교 선암분교는 대한민국 충청북도 단양군 어상천면 어상천로 1421 (석교리)에 있었던 초등학교 분교이다.

## 연혁
- 1943년 5월 1일 어상천공립국민학교 선암분교 인가
- 1957년 9월 18일 선암국민학교 승격 인가
- 1958년 6월 1일 개교(6학급)
- 1984년 6월 11일 병설유치원 인가
- 1996년 3월 1일 어상천초등학교 선암분교장 격하
- 2001년 2월 28일 본교로 통합[1]